# 刘树成
刘树成（1945年—），汉族，生于上海，祖籍河北武强，中华人民共和国经济学家，中国社会科学院经济学部副主任、经济研究所原所长，第十一届全国政协委员。
加入中国共产党。2006年当选中国社会科学院学部委员。2008年，当选第十一届全国政协委员，代表社会科学界，分入第三十二组。并担任经济委员会专委。